# Eclissi solare del 12 agosto 1654
L'eclissi solare del 12 agosto 1654 fu un oscuramento totale del sole, parte del ciclo di Saros 120, visibile in Scozia, Danimarca, Europa orientale, Caucaso, Persia ed infine nell'India meridionale.

## Osservazioni
L'eclissi era stata in parte prevista dagli astrologi europei dell'epoca, alcuni dei quali avevano altresì presagito l'inizio della fine del mondo considerando l'evento cronologicamente speculare al Diluvio universale avvenuto secondo loro nel 1656 a.C. oltre al fatto che il Sole fosse nel segno del Leone e vicino a pianeti considerati "maligni" come Marte e Saturno. Non essendo ancora diffuse le moderne conoscenze scientifiche, la popolazione dei territori attraversati dall'oscurità si chiuse in casa a pregare o, su consiglio dei medici, nei seminterrati al buio, mentre altri presero d'assalto le chiese per confessare i propri peccati: nei pressi di Lione un parroco fu costretto a sbarrare la propria chiesa assediata dai fedeli, annunciando che l'arcivescovo aveva rinviato l'eclissi alla settimana successiva. Secondo le previsioni dell'astrologo e matematico padovano Andrea Argolino, l'eclisse sarebbe stato l'avviso dell'imminente arrivo dell'esercito ottomano in Europa, frenato dall'Anticristo incarnato negli Asburgo.
L'eclissi avvenne proprio durante la battaglia di Škloŭ, combattuta tra gli eserciti della Confederazione polacco-lituana e lo Zarato russo nell'ambito della Guerra russo-polacca del 1654-1667: pur con un oscuramento del 90% nel luogo del conflitto (situato a circa 300 km dal punto di massima oscurità), l'evento trovò impreparato l'esercito russo che venne sconfitto.